# Blackout (Breathe Carolina)
Blackout è un singolo del gruppo musicale statunitense Breathe Carolina, pubblicato come terzo singolo il 14 giugno 2011 dall'album Hell Is What You Make It. Scritta da David Schmitt e Kyle Even con l'aiuto del produttore Ian Kirkpatrick, la canzone è stata registrata tra il 2010 e il 2011 ed è stata una delle prime tracce ad entrare nell'album.

## Tracce
Download digitale
1. Blackout – 3:48

EP digitale
1. Blackout (Wideboys Remix) – 6:17
2. Blackout (Tommy Noble Remix) – 4:08
3. Blackout (Big Chocolate Remix) – 5:06
4. Blackout (Tek-One Remix) – 3:46

## Classifiche
| Classifica (2011)               | Posizione massima |
| ------------------------------- | ----------------- |
| Canada                          | 94                |
| Lettonia                        | 10                |
| Nuova Zelanda                   | 32                |
| Regno Unito                     | 21                |
| Regno Unito (dance)             | 3                 |
| Regno Unito (independent)       | 1                 |
| Scozia                          | 20                |
| Stati Uniti                     | 32                |
| Stati Uniti (dance) (Billboard) | 25                |
| Stati Uniti (pop)               | 17                |
| Stati Uniti (adult pop)         | 39                |